# Бертон
Бертон (на френски: Bertogne) е селище в Южна Белгия, окръг Бастон на провинция Люксембург. Населението му е около 2900 души (2006).